# Слонсько
Слонсько (пол. Słońsko, нім. Slonsk) — село в Польщі, у гміні Іновроцлав Іновроцлавського повіту Куявсько-Поморського воєводства.
Населення — 393 особи (2011).
У 1975-1998 роках село належало до Бидгощського воєводства.

## Демографія
Демографічна структура станом на 31 березня 2011 року:
|          | Загалом | Допрацездатний вік | Працездатний вік | Постпрацездатний вік |
| -------- | ------- | ------------------ | ---------------- | -------------------- |
| Чоловіки | 198     | 44                 | 143              | 11                   |
| Жінки    | 195     | 51                 | 112              | 32                   |
| Разом    | 393     | 95                 | 255              | 43                   |